# シズレクのサガ
『シズレクのサガ』（古ノルド語: Þiðrekssaga）は、歴史上の人物東ゴート王テオドリックをモデルとした英雄ディートリヒ・フォン・ベルン（古ノルド語読みではシズレク）の冒険を描いた「騎士のサガ」である。この「ベルン」はドイツの都市ではなく、北イタリアのヴェローナである。このサガは13世紀半ばにノルウェーで書き留められ、中世スカンディナヴィアで広く読まれた。
ノルウェー語版の序文には、この物語が「ドイツ人たちの物語」と「古いドイツの詩」に準拠して書かれたと述べられており、おそらくベルゲンのハンザ商人が伝えたと考えられている。また、『シズレクのサガ』のスウェーデン語の版は、文学に関心のあったカール8世の命令によって編集されたと考えられている。

## 起源
ドイツにおいて、ディートリヒと彼の仲間たちの物語は、他の伝説と混じり合って発展した。すなわち、東ゴート王国起源のエルマナリク王の伝説や、フランク人・ブルグント族の伝説である『ニーベルンゲンの歌』などである。ディートリヒ伝説は、『ニーベルンゲンの歌』などにおいてサクソン人の王・エッツエルとフン族の王アッティラが同一視される原因ともなった。エルマナリクの伝説と『ニーベルンゲンの歌』は、それぞれがディートリヒ伝説と融合する前にスカンディナヴィアに到達している。当時はディートリヒとこれらの伝説は別々に記述されており、相互の関係性についても弱いものであった。
ディートリヒ伝説の最も古いものの痕跡は、9世紀の『ヒルデブラントの歌』に見ることができる。この物語において、ディートリヒはヒルデブラントの息子であるヒルティブラントやハドゥブランドの親友にしてよき助言者として登場する。12世紀になると『ヒルデブラントの歌』は再編集され、おそらくはこのときに音楽が付け加えられた。この音楽については、現代でも残っている。『ヒルデブラントの歌』の次に古いと思われるディートリヒ伝説の痕跡は、北ドイツのバラッドで見られる。このバラッドでは、ディートリヒがフランクの王・エルマリクとたたかうという内容になっている。この他、ディートリヒに関する多くのバラッドや歌が作られたと考えられており、『シズレクのサガ』の著者は、サクソン人の子どもたちはみなディートリヒとその仲間たちについて知っている、と記述している。
南ドイツにおいて、歌物語やバラッドは長いものが作られ、特にニーベルンゲンの歌やシグルズの物語と融合した。そのため、作中ではシグルズを殺した者たちがエッツエルによって破滅して行くさい、ディートリヒはかなり重要な役割を演じている。その他、古高ドイツ語でディートリヒの物語群が数多く書かれた。
12世紀になるとディートリヒの歌物語はスカンディナヴィアに到着し、特にスウェーデンやデンマークにおいて、シグルズやその他北方の英雄の廃れかけた物語と混じり合った。
13世紀半ば、ノルウェー人、あるいはアイスランド人は「ドイツ人たちの物語」を組み込み、スカンディナヴィアの伝説にシグルズなどを登場させた。これによって生み出されたのが『シズレクのサガ』である。ドイツでも、『シズレクのサガ』と類似しているが、『シズレクのサガ』ほど完成度の高くない作品が作られている。

## 伝説
『シズレクのサガ』はスウェーデンの歴史書に対し、かなり強い影響を与えた。なぜなら、『シズレクのサガ』はヴァイキングの国とスウェーデン人とその王族を同一視していたからである。もっとも、16世紀の時点でこれに対し疑義を唱える学者もいた。しかしながらこの伝説は、15世紀を起源とし、『ヘルヴォルとヘイズレク王のサガ』とも融合し、ヨハンネス・マグヌスが歴史書『ゴート人とスヴェア人の王国の事績に関する歴史』（1554年出版）の編纂中に創作した、スウェーデン王国の建国神話として発展して行き、やがて「古ゴート主義」として理想化され、17世紀にヴァーサ王朝の元、政治的理念として利活用された。
リヒャルト・ワーグナーはオペラ・『ニーベルングの指環』で『シズレクのサガ』の要素を取り込んでいる。